# Porto di Castiglione della Pescaia
Il porto di Castiglione della Pescaia è il porto dell'omonima località della provincia di Grosseto. Il porto-canale si trova sul mar Tirreno alla foce del fiume Bruna.

## Storia
I ritrovamenti di resti di epoca romana presso la riva destra del fiume Bruna, in prossimità del porto-canale presso la foce, fanno ipotizzare l'esistenza di un approdo fin da quel periodo storico, anche se non sono emersi elementi diretti che lo testimonino.
In epoca medievale, il porto era un'infrastruttura strategica per il litorale maremmano, tanto da essere "protetto" dall'imponente complesso fortificato del castello, che sorge sulla vetta del promontorio sovrastante.
Durante il secolo scorso, il porto è divenuto uno dei principali della zona, sia come approdo turistico che per le attività di pesca, tanto richiedere progetti per un suo eventuale ampliamento e ammodernamento negli anni futuri.

## Caratteristiche
Il fondale, di medio-bassa profondità, rende adatto il porto turistico ad imbarcazioni di dimensioni inferiori ai 15 metri; durante il periodo primaverile ed estivo sono attivi servizi di minicrociere per le isole dell'arcipelago Toscano. L'accesso al porto risulta essere molto difficoltoso o addirittura impossibile con forti venti dai quadranti meridionali.
Presso il porto, ha sede il locale ufficio marittimo.

## Galleria d'immagini

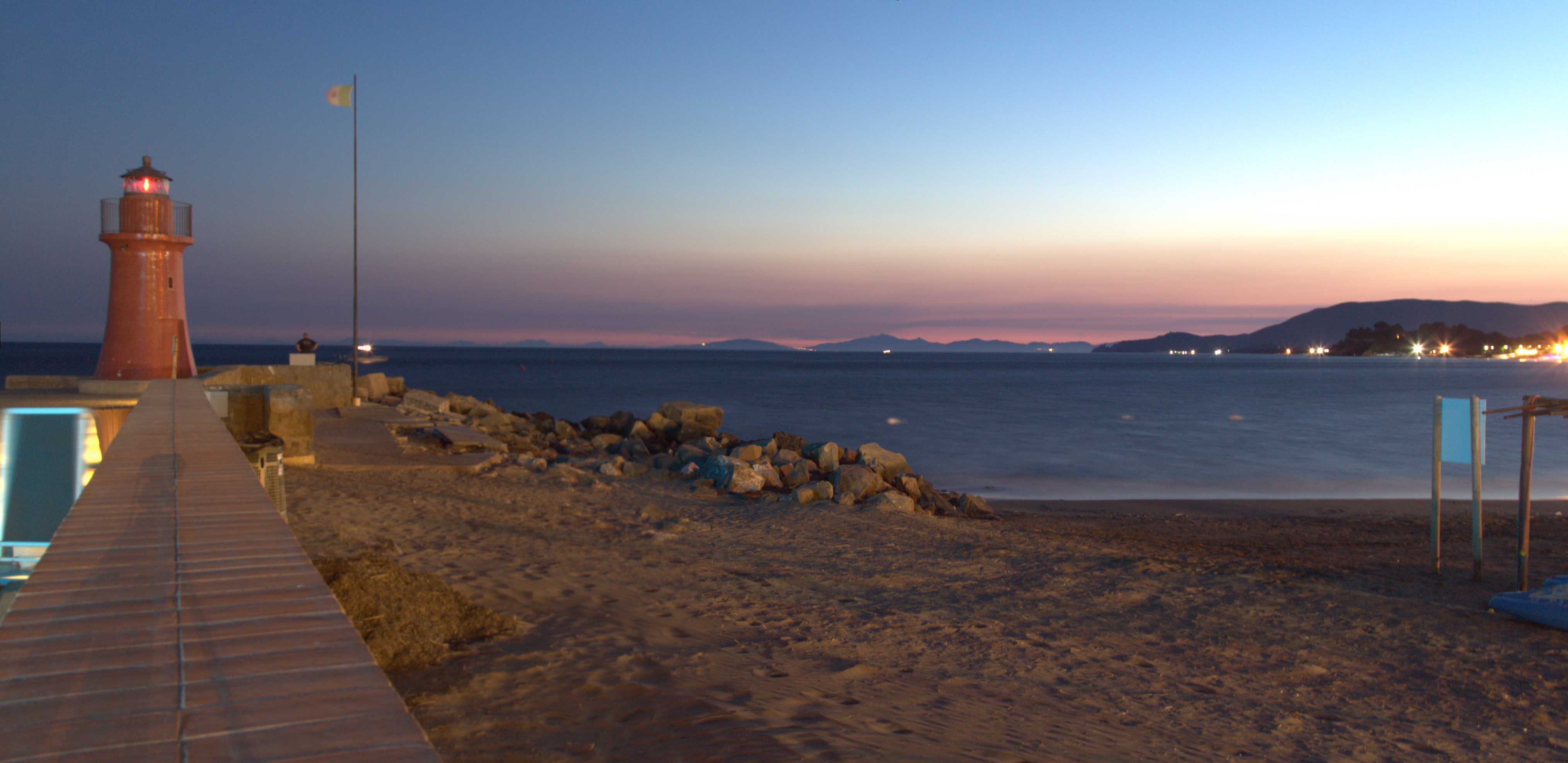
Vista dal porto di Castiglione della Pescaia
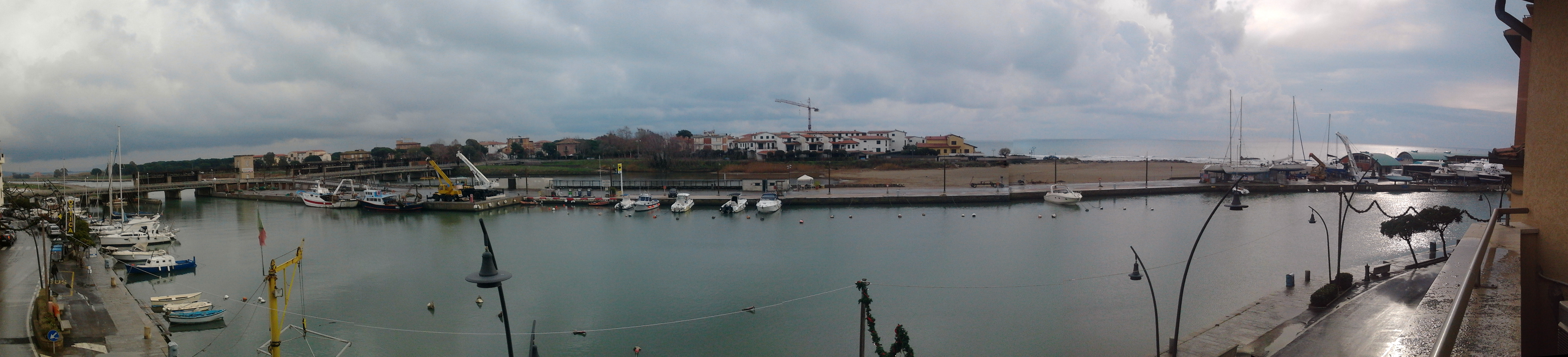
Veduta del porto di Castiglione della Pescaia